# Orgeln der Pfarrkirche Braunau-Ranshofen

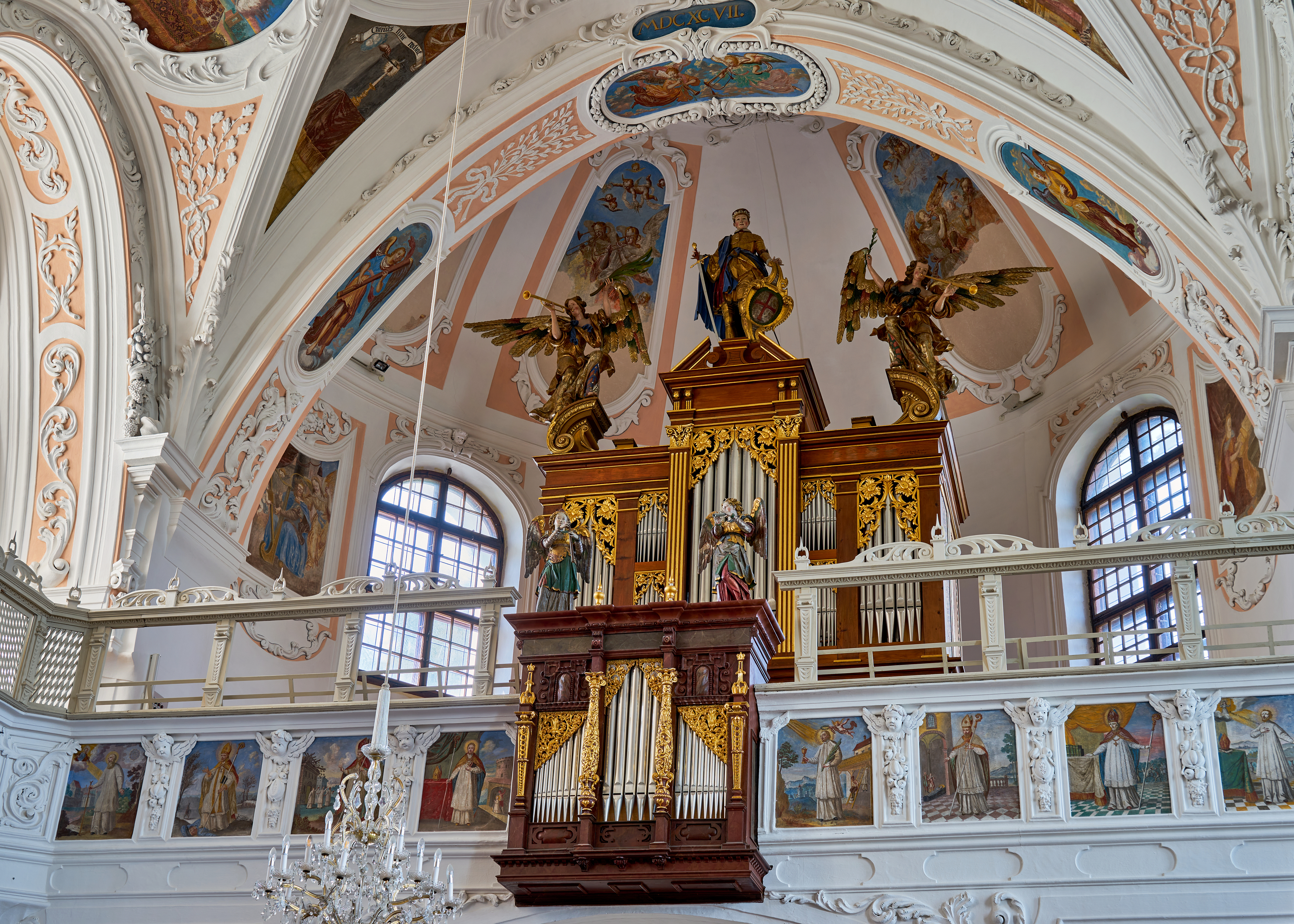
Langhaus, Blick zur Westempore, Hauptorgel und Brüstungspositiv

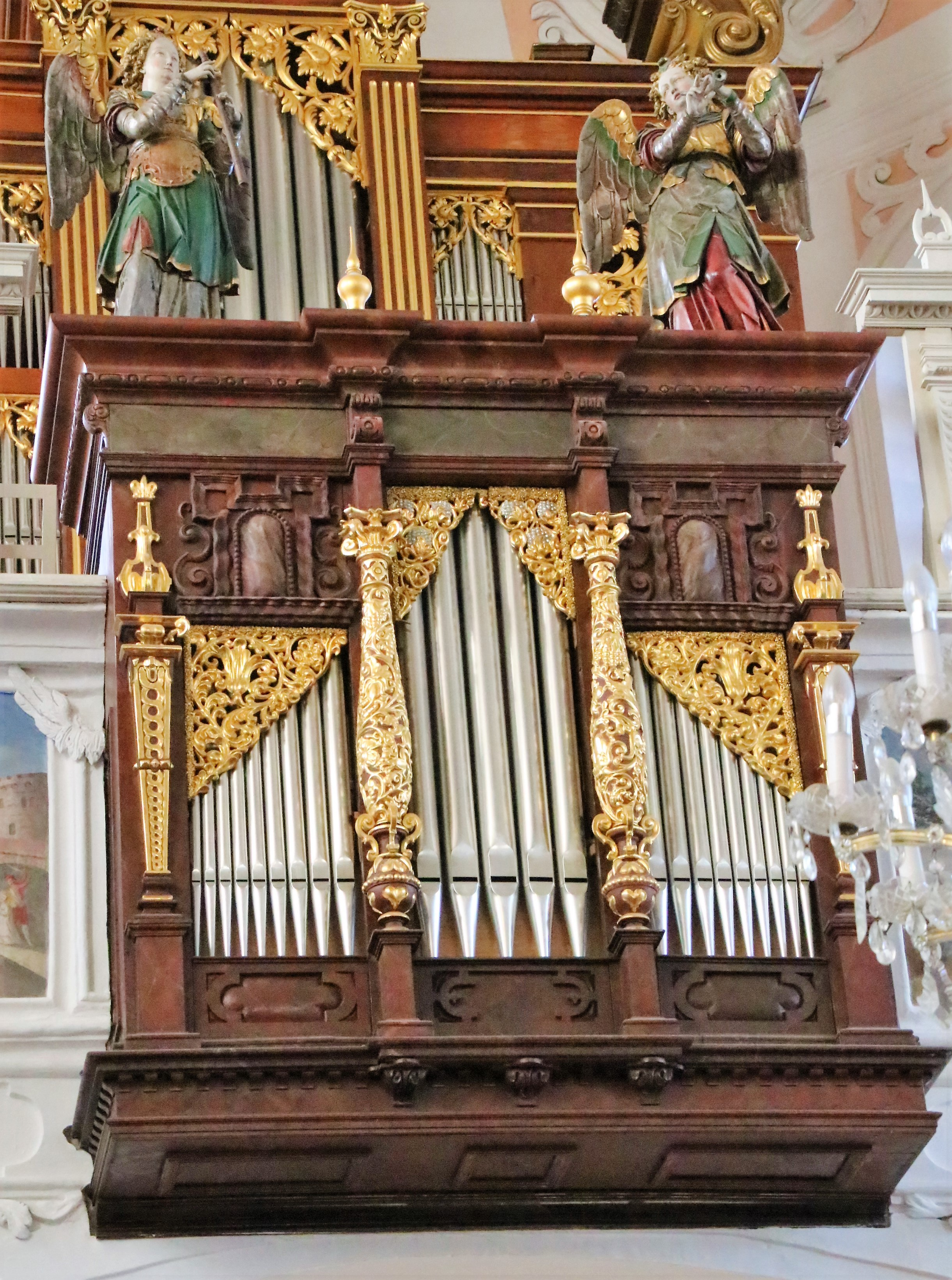
Das Brüstungspositiv

Die Orgeln der Pfarrkirche Braunau-Ranshofen befinden sich in der Pfarrkirche Braunau-Ranshofen in Braunau am Inn in Oberösterreich.

## Frühere Orgeln
Bereits zu Beginn des 17. Jahrhunderts existierte in der Stiftskirche eine Orgel. 1611 wird ein Erasmus Hofer als Stiftsorganist erwähnt. 1622 wurde auf der neu errichteten Westempore eine neue Orgel für 1000 Gulden erbaut. Die Disposition ist nicht überliefert; sie dürfte etwa 20 bis 25 Register auf zwei Manualen und Pedal umfasst haben. Im 19. Jahrhundert wurde sie bei einem Brand zerstört.

## Hauptorgel
Die Hauptorgel steht auf der Westempore. Das Hauptwerk, erbaut von Johann Nepomuk Carl Mauracher (1818–1884), hat einen fünfteiligen Prospekt, der mit toskanischen Pilastern historistisch gegliedert ist. Die Orgel wurde 1898 unter Verwendung älterer Teile und wiederum 2011/2012 von Bernhardt Edskes erneuert. Über dem gesprengten Mittelgiebel des Hauptwerkgehäuses steht eine Figur des hl. Pankratius von 1622 und auf den seitlichen Voluten finden sich zwei stehende, Trompete blasende Engel von etwa 1760, die der Zürn-Werkstatt aus Braunau oder der Schwanthaler-Werkstatt aus Ried im Innkreis zugeschrieben werden.
Zur Hauptorgel gehört ein Brüstungspositiv (Rückpositiv). Dessen dreiteiliger Prospekt zeigt seitlich Flechtbandpilaster und höhere, gebauchte, reich dekorierte und im Gesims verkröpfte Mittelsäulen sowie Zierfelder mit Schnitzdekor von 1622. Ursprünglich schwarz gefasst, wurde bei der Restaurierung 1996 die rötlich marmorierte Fassung wieder hergestellt. Zwei Flöten blasende Engelsfigürchen auf dem Brüstungspositiv schuf die Werkstatt Hans Waldburger 1622/1630.

### Disposition seit 2012
| Hauptwerk C–f3  |      |
| Bourdon         | 016′ |
| Principal       | 08′  |
| Flauto          | 08′  |
| Salicional      | 08′  |
| Octave          | 04′  |
| Flauto in Ott.  | 04′  |
| Quinte          | 03′  |
| Nasat           | 03′  |
| Superoctave     | 02′  |
| Sedecima        | 01′  |
| Mixtur IV       |      |
| Trompete (res.) | 08′  |

| Rückpositiv C–f3    |       |
| Copel               | 08′   |
| Principal           | 04′   |
| Flauto              | 04′   |
| Octave              | 02′   |
| Quinte              | 1 ⁄2′ |
| Mixtur III          |       |
| Sesquialtera-Quinte |       |
| Sesquialtera-Terz   |       |

| Pedal C–f1    |      |
| Subbass       | 016′ |
| Oktavbass     | 08′  |
| Octave        | 04′  |
| Hintersatz IV |      |
| Posaune       | 016′ |
| Trompete      | 08′  |

- Koppeln: HW/RP (Schiebekoppel), HW/P, RP/P
- Tremulant auf das ganze Werk
- Stimmung 440 Hz, wohltemperiert nach Bach

### Disposition bis 2011
| Hauptwerk C–f3 |       |
| Principal      | 08′   |
| Hohlflöte      | 08′   |
| Gamba          | 08′   |
| Dolce          | 08′   |
| Oktav          | 04′   |
| Flöte          | 04′   |
| Rauschquint    | 2 ⁄3′ |
| Oktav          | 02′   |
| Mixtur 4f.     |       |

| Rückpositiv C–f3 |     |
| Gedackt          | 08′ |
| Violetta         | 08′ |
| Principal        | 04′ |
| Flöte            | 04′ |
| Nachthorn        | 02′ |

| Pedal C–d1   |      |
| Principalbaß | 016′ |
| Subbaß       | 016′ |
| Oktavbaß     | 08′  |

- Koppeln: HW/RP, HW/P, RP/P

## Chororgel

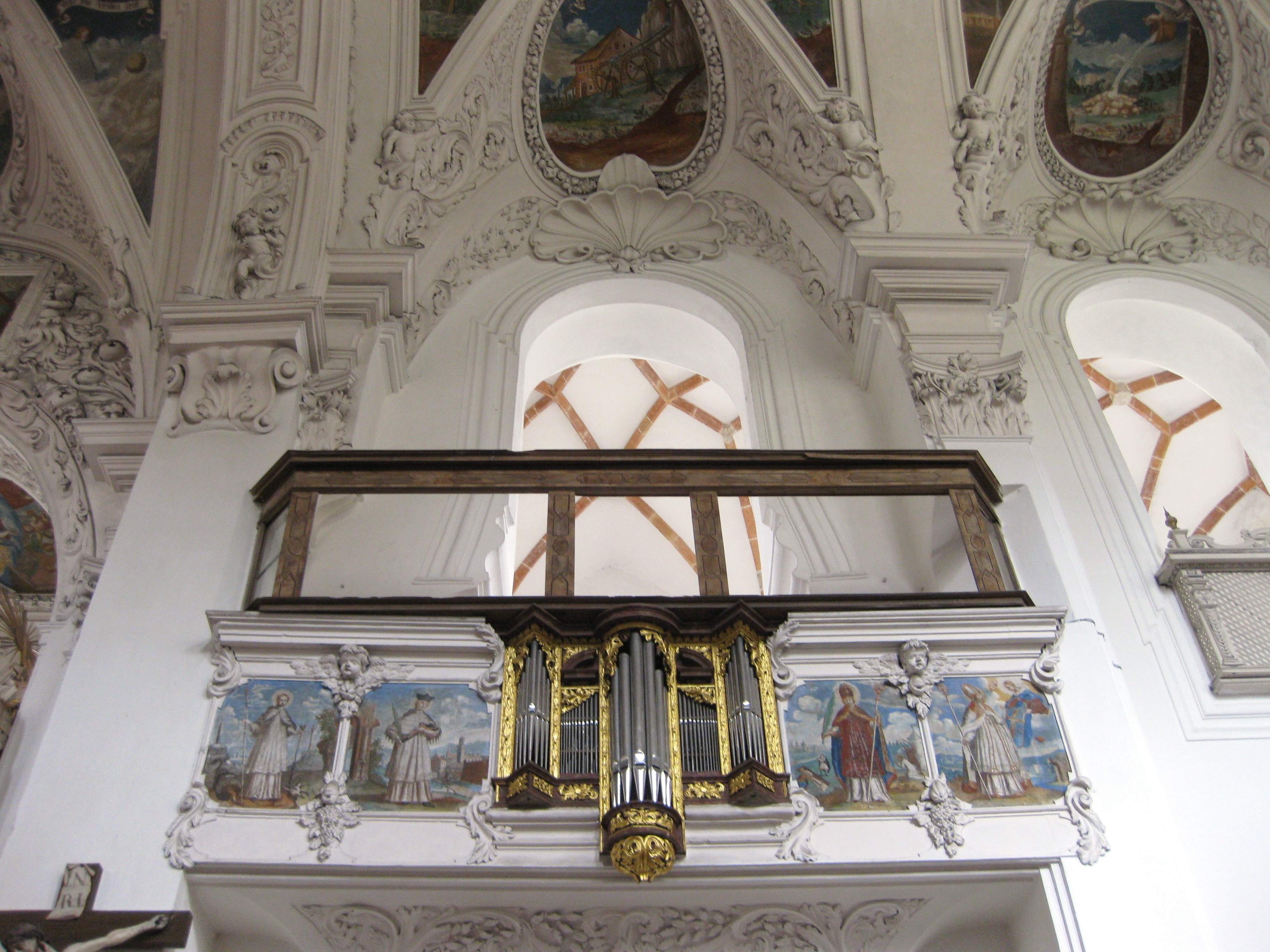
Die Chororgel (Konventorgel) an der linken, nördlichen Chorseite

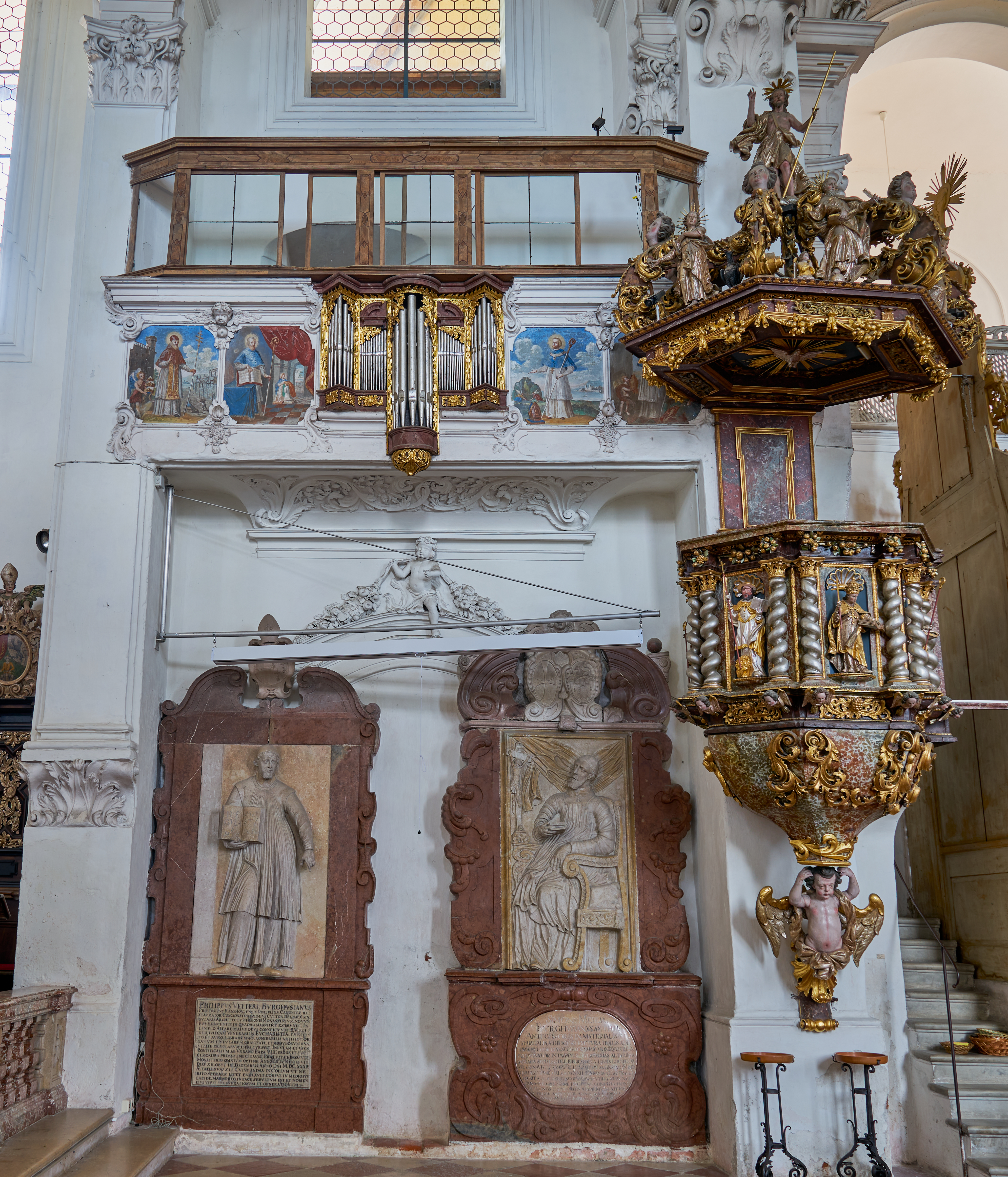
Die Scheinorgel an der rechten, südlichen Chorseite

Eine kleine, stehend zu spielende Chororgel wurde im 17. Jahrhundert von einem unbekannten Orgelbauer erschaffen. Sie wird Christoph Egedacher d. J. zugeschrieben und befindet sich im Konventchor an der Corettibrüstung nordseitig im westlichen Chorjoch. Südseitig hat sie ein Gegenstück als Attrappe mit stummem Prospekt. Der fünfteilige Prospekt der Chororgel mit einer konvex vortretenden Mitte und spitz vorgezogenen Seiten zeigt Akanthusdekor von etwa 1680. Nach der Aufhebung des Stiftes 1811 wurde die Chororgel zunächst einmal nicht mehr benutzt. 1992 wurde sie erstmalig von Bernhardt Edskes restauriert, 2012 folgte eine Restaurierung des Gehäuses. 2017 wurde die Windversorgung, als einziges Element nicht original erhalten, im historischen Sinne als Keilbalganlage rekonstruiert. Die Disposition lautet:
| \| Manual C–c3 \| \| \| \| 1. \| Coppel \| 8′ \| \| 2. \| Principal \| 4′ \| \| 3. \| Octave \| 2′ \| \| 4. \| Mixtur II \| 1 ⁄3′ \| |           |       |
| Manual C–c3 |           |       |
| 1. | Coppel    | 8′    |
| 2. | Principal | 4′    |
| 3. | Octave    | 2′    |
| 4. | Mixtur II | 1 ⁄3′ |

- Traktur: Schleifladen, vollmechanisch